# ハイチ地震 (2010年)
2010年ハイチ地震は、ハイチ時間の2010年1月12日16時53分（UTC21時53分）にハイチで起こったマグニチュード (M) 7.0の地震である。
地震の規模の大きさやハイチの政情不安定に起因する社会基盤の脆弱さが重なり、死者が約31万6,000人に及ぶなど、単一の地震災害としては2004年のスマトラ島沖地震に匹敵する極めて大規模なものとなった。

## 地震の詳細
震源はハイチの首都ポルトープランスの西南西25km、深さは13km、マグニチュード（モーメントマグニチュード Mw）は7.0と推定されている（アメリカ地質調査所）。この地域は北アメリカプレートとカリブプレートの衝突型境界の近傍であり、震源が浅い典型的な内陸地殻内地震（直下型地震）である。この地震を起こした断層は、エンリキロ-プランテインガーデン (Enriquillo-Plaintain Garden) 断層系の中の断層の1つと推定されている。地震のメカニズムは、逆断層成分を持つ左横ずれであった。地震波からの推定では、断層の滑り量は最大で約4mであった。ポルトープランスとその郊外では改正メルカリ震度階級VII - X相当の揺れがあったと推定されている。
地震発生直後の2010年1月12日17時0分と8日後の同月20日6時3分（いずれもハイチ時間）には、それぞれポルトープランスの西南西約50kmと55km、深さは約10kmの地点でM5.9の地震が発生し、同日までの最大規模の余震だと見られている。20日の地震は震源メカニズムが本震と異なるため調査が必要だともされている。
ポルトー・プランス湾沿岸のグラン・ゴアーブでは地滑りにより平均3mの高さの津波が発生し、複数の家屋が倒壊、津波を見物していた3人が犠牲となった。

### ハイチ周辺の地質

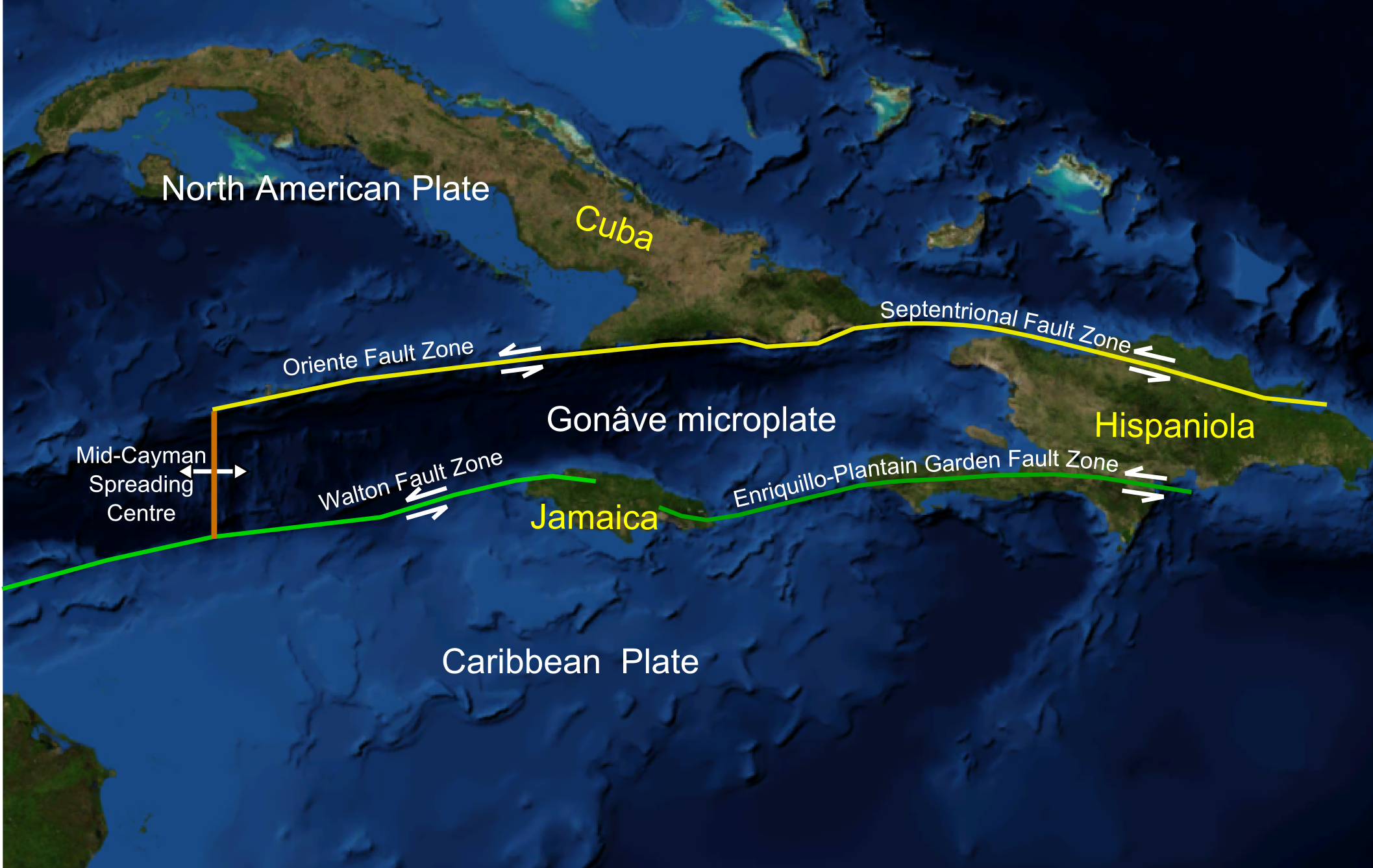
ハイチ付近のプレートと動き

この地域は、バハマ諸島を乗せた北アメリカプレートが、ハイチを含むイスパニョーラ島やキューバを乗せたカリブプレートが衝突している北イスパニョーラ海溝の南側にあたる。プレート境界であるため、広く見れば地震活動が活発ではあるが、内陸地殻内地震の発生はあまり多くない地域だった。
この地域の主な断層として、キューバ南岸からイスパニョーラ島北岸を横切るセプタントリオナル (Septentrional) 断層、イスパニョーラ東南岸を横切るエンリキロ断層の2つがある。いずれも左横ずれ断層で、18世紀以降の記録から、数度の大地震が発生したことが判明している。今回の地震の震源に近いところでは、エンリキロ断層（ハイチ南東部）で1751年に、またその西隣のエンリキロ断層（ハイチ南西部）で1770年にそれぞれ大きな地震が発生している。また、1751年の地震の際には、同じ年にドミニカ南岸のムエルトス (Muertos) トラフで大地震が発生している。ムエルトストラフはエンリキロ断層の延長線上にあり、今回の地震も同様に影響を与える可能性もある（地震空白域参照）。
この地域では1770年以降大規模な地震が起こっておらず、2008年にはアメリカ地質調査所の地震学者らが、この一帯に溜まっている歪みが解放されればM7.2程度の地震が発生するとの推定を発表していた。

## 被害状況

### 地震の被害

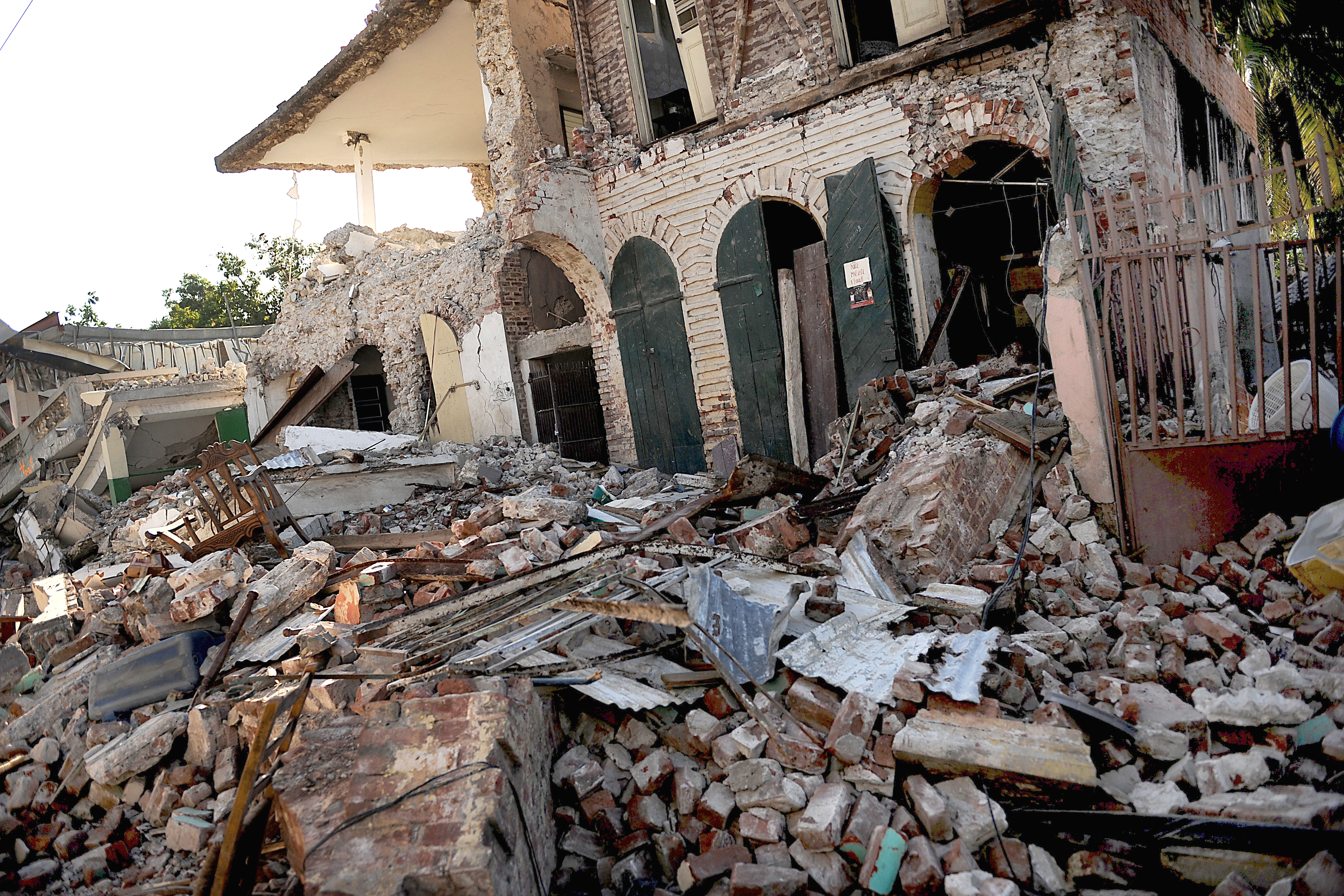
地震により倒壊した建物

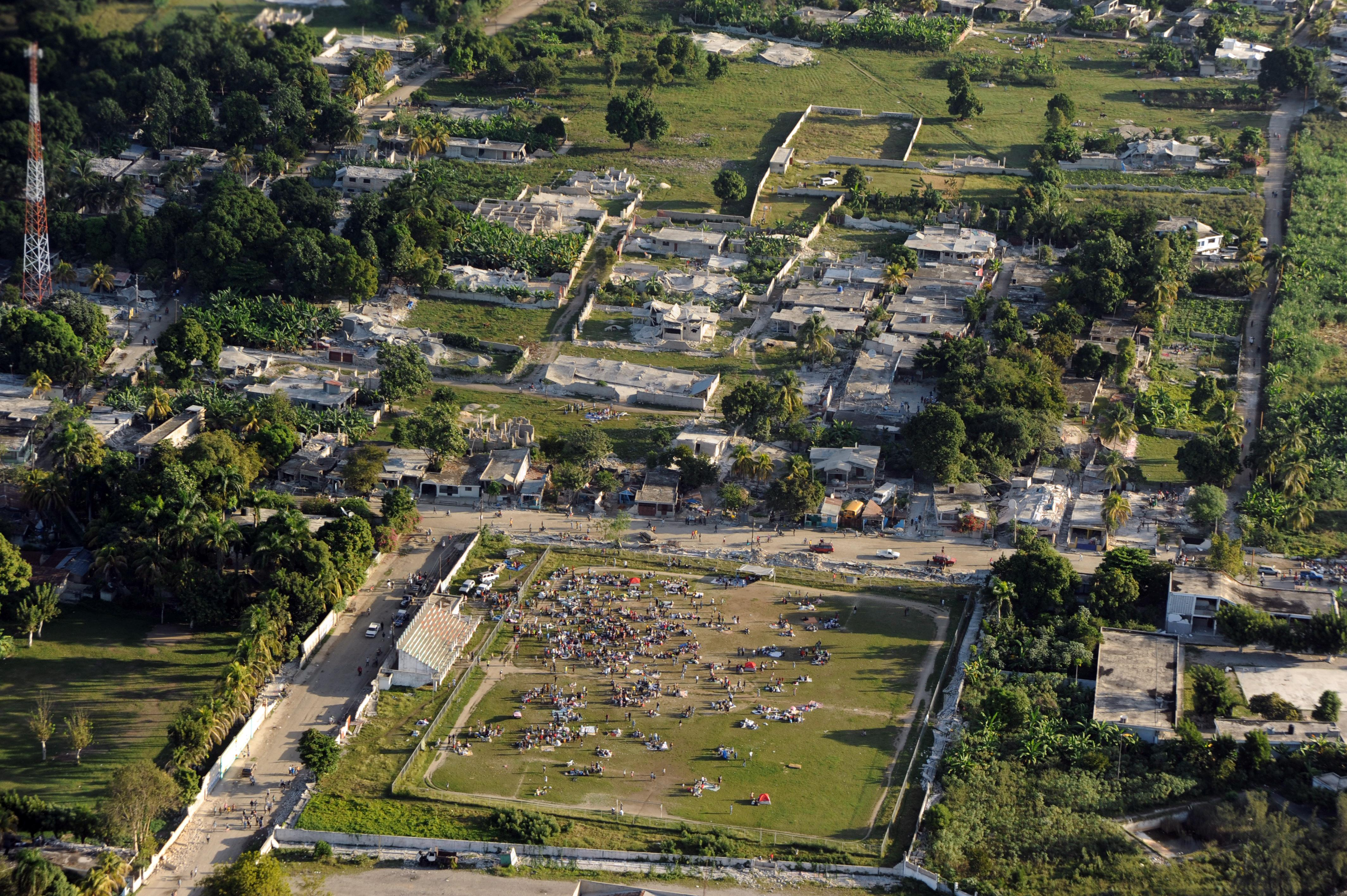
首都の倒壊した建物と広場に避難した人々

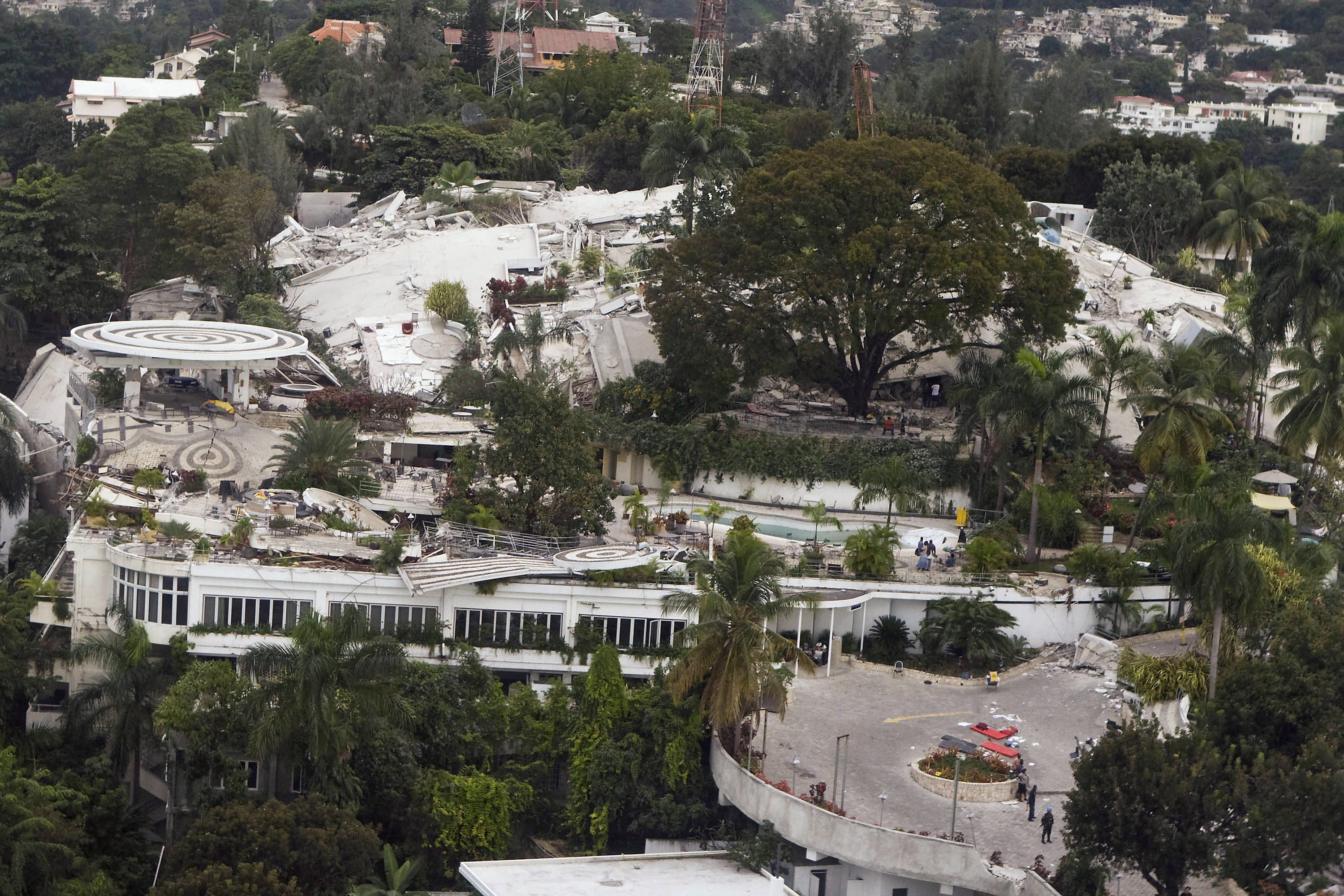
観光客に人気があるとされるモンタナ・ホテルも倒壊

ポルトープランスでは大統領府や国会議事堂を始めとする多くの建物が倒壊し、天井・床が重なって潰れるパンケーキクラッシュを起こしている。このため、地震直後は大統領や閣僚すら屋内に寝る場所がなく、ホームレス状態となった。
2月3日、ジャン＝マックス・ベルリーヴ首相は、政府の集計で死者が20万人を超えた事を議会上院に報告。ルネ・ガルシア・プレヴァル大統領は同10日に17万人を埋葬したと発表、同9日と10日にはラセグ文化・情報相が死者はそれぞれ23万人・21万人と発表、ビアンエメ内相は21万7000人余りの死亡を確認したとしているなど、政府内の死者数の情報は混乱している。同3月17日に開かれた復興支援会合では、死者22万2570人、負傷者31万928人、行方不明者869人、被害総額は77億5000万ドル余りだと発表された。
2011年1月12日、ベルリーブ首相は記者会見で死者が31万6千人以上に達したと発表したが、震災後に行われた集団埋葬のために正確な数の把握は難しいものとなっている。
| 順位 | 震央                           | 発生日（UTC）  | 死者・行方不明者数（人） | 規模（M） |
| ---- | ------------------------------ | -------------- | ------------------------ | --------- |
| 1    | 中国・華県                     | 1556年1月23日  | 約830,000                | 8.0       |
| 2    | ハイチ・ポルトープランス       | 2010年1月12日  | 約320,000                | 7.0       |
| 3    | アンティオキア                 | 115年12月13日  | 約≧260,000               | 7.5       |
| 4    | アンティオキア                 | 526年5月29日   | 約≧250,000               | 7.0       |
| 5    | 中国・唐山                     | 1976年7月28日  | 約≧240,000               | 7.8       |
| 6    | 中国・海原                     | 1920年12月16日 | 約200,000 - 240,000      | 8.6       |
| 7    | インドネシア・アチェ州沖       | 2004年12月26日 | 約230,000                | 9.1       |
| 7    | アゼルバイジャン・ギャンジャ   | 1139年9月30日  | 約230,000                | -         |
| 9    | 中国・洪洞                     | 1303年9月25日  | 約≧200,000               | 7.6       |
| 10   | イラン・ダームガーン           | 856年12月22日  | 約200,000                | 7.9       |
| 11   | イラン・アルダビール           | 893年3月23日   | 約150,000                | -         |
| 12   | シリア・アレッポ               | 533年11月29日  | 約130,000                | -         |
| 12   | シリア・アレッポ               | 1138年10月11日 | 約130,000                | 7.1       |
| 14   | イタリア・メッシーナ           | 1908年12月28日 | 82,000 - 120,000         | 7.1       |
| 15   | トルクメニスタン・アシガバード | 1948年10月6日  | 約110,000                | 7.3       |
| 16   | 日本・関東                     | 1923年9月1日   | 105,385                  | 7.9       |
| 17   | 中国・直隷                     | 1290年9月27日  | 約100,000                | 6.8       |

また、水道や電力供給網等のライフラインにも壊滅的な被害が及んでおり、ポルトープランスの3/4が再建の必要があると見られている。今回の地震に伴い、ハイチ政府の選管当局は、2月と3月に予定していた議会選挙の無期限延期を決めている。
朝日新聞や時事通信によると、隣国である在ドミニカ共和国日本大使館の四宮信隆大使の話として「ハイチの日本大使館が入っている建物の壁にひびが入り、家具が倒れるなどの被害が出たが、館内にいた職員5人とその家族は避難して無事であった」「戸別訪問を通じて、国内在住の日本人10人の安否の確認を急ぎたい」と報じた。
国際赤十字赤新月社連盟は、「被災者は、総人口の約1/3にあたる300万人が被災した」と推計しており、各国の救援チームが現地入りし、倒壊した建物に取り残された人々たちの救出活動に加わっている。
プレヴァル大統領は、日本時間1月14日、同国内の平和維持活動に従事していた国連ハイチ安定化派遣団（MINUSTAH）のエディ・アナビ（Hédi Annabi）代表がこの地震で死亡したことを確認したとしていた。国連側は否定していたが、日本時間17日に同代表とルイス・カルロス・ダ・コスタ (Luiz Carlos da Costa) 副代表、ダグ・コーツ (Doug Coates) 警察本部長代理が死亡したことを発表した。現地に赴いた潘基文国連事務総長も同代表の遺体を確認し、発見した中華人民共和国の国際救援隊に謝意を述べた。また、人道支援活動のためにポルトープランスに滞在していたブラジル出身の小児科医で人道支援活動家のジウダ・アルンス、地元出身のヒップホップアーティストであるジミー・O（Jimmy O）、カトリック教会のジョセフ・セルジュ・ミオ大司教が、この地震によってポルトープランスで死亡した。また刑務所も崩壊し、受刑者4000人が脱獄している。
ポルトープランスでは略奪行為が発生しており、ハイチ政府は1月17日に1月末まで非常事態宣言を発し、午後6時以降の夜間外出禁止令を出していた。同21日には窃盗の疑いで20歳の男性が警官によって射殺されるなど、混乱状態が続いていた。

### コレラ
2010年10月、ハリケーンなどによって発生した大規模洪水により、衛生状態が悪化したことから、コレラ感染が深刻化しており、アメリカ疾病対策センター (CDC) は11月11日の時点で、死者800人に達したと報じている。コレラ流行では、最終的には1万人もの死者が出た。
島国であるハイチには、これまでコレラ菌がいないものと考えられていたにも関わらず、コレラが流行した。流行が始まったのがPKOのネパール部隊の宿営地付近だったことから、原因は洪水ではなく、国連がコレラ菌を持ち込んだためという主張がなされていた。2016年8月18日、国連はコレラ発生に関する責任を認めた。
2011年には、既に専門家による調査で、ネパールから派遣された平和維持軍が、疾病の震源地であることが指摘されていたが、国際連合は平和維持軍の「免責特権」を掲げて5年間、被害を放置した。

### 被害の背景
ハイチは長年不安定な政情が続き、統治能力を欠く政府では、安全に備えがされていなかった。現地の建物は鉄筋コンクリートのフレームに素焼き煉瓦を積み上げて壁にする工法が主流だが、この際各階の床スラブを梁を使って補強しなくてはならない。しかし建設業界では「手抜き」と「賄賂」が蔓延し、いい加減な計画書でも許可されることが多かった。

## 復興支援活動

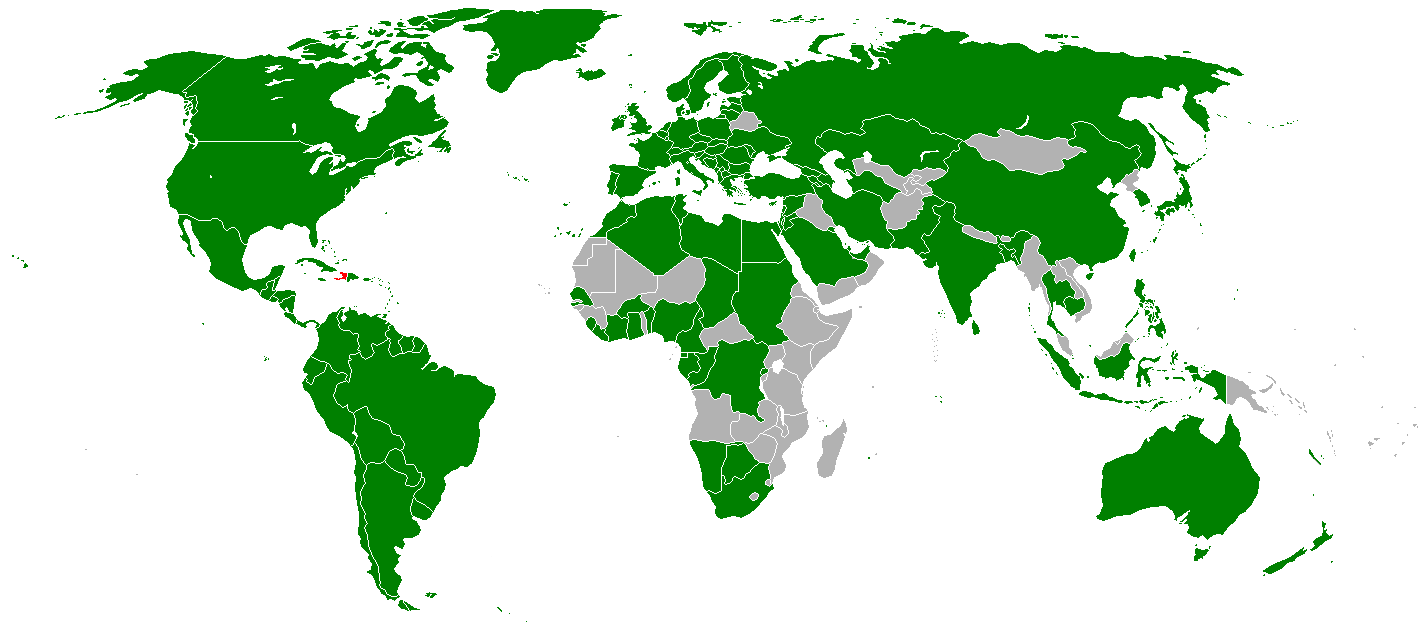
ハイチを支援している国々

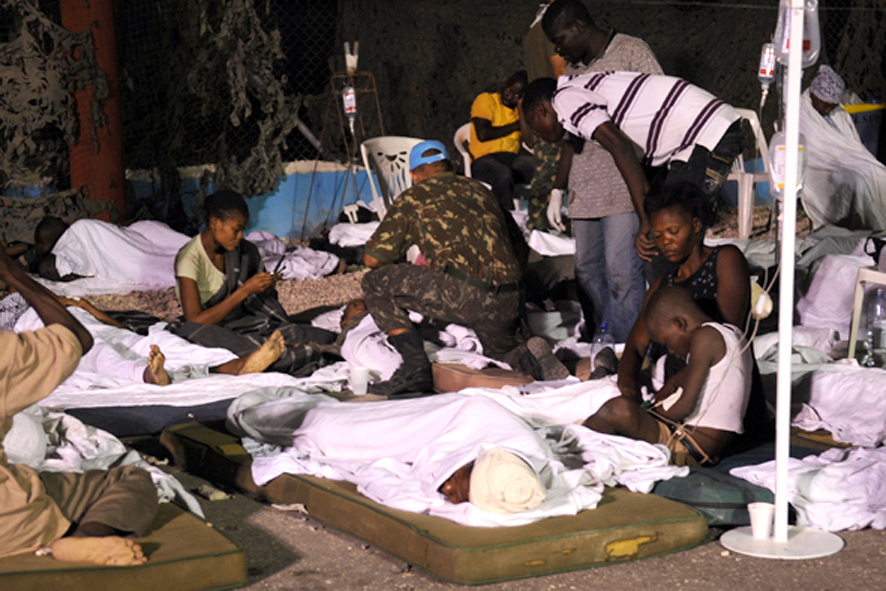
ブラジル軍が設営したキャンプで手当てを受けている人々

ハイチでの地震発生を受け、日本国政府は、2010年1月14日、500万ドルを上限とする無償援助や、3000万円分のテントなど援助物資も供与することを発表した。
1月15日には、医療チームの派遣も決定され、外務省中東アフリカ局中東第一課（地域調査官）を団長に医師、看護師の団員により構成される総勢25名の医療チームが翌16日21時頃、成田国際空港より日本航空のチャーター機でマイアミに向け出発し、現地での治安状況、安全確保対策等を確認した上、マイアミからハイチまで自衛隊輸送機（C-130）で輸送され、2週間の活動を実施した。活動拠点は、首都ポルトープランスから西へ20kmのレオガンにおかれたが、発災後1週間経過しての現地入りであったにもかかわらず、レオガンで最初の医療支援団体となり、現地での診療は多大な感謝を持って迎えられた。
また、防衛省は現地へ派遣した調査団の調査報告結果を待って、地震発生時点で米国アリゾナ州で共同演習を行っていたC-130輸送機、およびフロリダ州に確保してある救援物資の活用を検討し、JICAによる支援の不足分を、自衛隊で補うことを発表した。
医療チームの活動を引き継ぐ形で、2010年1月20日、防衛省は陸上自衛隊第13後方支援隊長以下100名からなる「ハイチ国際緊急医療援助隊」の派遣を決定し、翌21日、同隊は現地に向け日本を出国した。1月25日、カナダのモントリオールで開かれた復興支援の閣僚級会合に出席した武正公一外務副大臣は、追加支援策として約7000万ドル（約63億円）の拠出を表明した。
同日、日本国政府は国連の平和維持活動に自衛隊の施設部隊を派遣する方針を決めた。規模は約300人とする方向で調整している。がれきの除去や道路の補修などを行うためで、治安維持には携わらないとしているが、護身用の小火器を携行する。
国際連合は、1月13日に1000万ドルの支援に乗り出すことを表明している。1月19日には国連ハイチ安定化派遣団の増援として3500人（兵士2000人、警察官1500人）の派遣を決めた。
また、アメリカのバラク・オバマ大統領は1月13日に「ハイチの人々を支援する用意がある」と声明を発表し、1月14日に陸軍空挺部隊や海兵隊の派遣を決定した。1月15日に空母カール・ヴィンソンや沿岸警備艇4隻、米陸軍第82空挺師団925人の現地入りを皮切りに、1月19日には病院船コンフォートを含む艦艇10隻以上、約1万人が現地展開している。米国防総省は1月21日に海兵隊4000人の増派を決定し、派遣人員が陸海合わせて15000人規模になる。
旧宗主国のフランスも、カリブ海のマルティニク空軍基地から支援物資と緊急援助隊員を搭載した輸送機をポルトープランスへ向けて派遣した。2月17日にはサルコジ大統領がハイチを訪問し、2年間で2億7千万ユーロ（約336億円）の復興支援を行うと発表した。
これら以外にも世界の多くの国から人的・物的・金銭的な救援の申し出があるが、ハイチ国内の空港や道路の損傷や治安の悪化、情報通信機能の停止などにより適切な物資の運送と配給が滞っており、現地での食糧や医薬品等の深刻な物資不足が生じている。
1月25日、日米やフランス、国連など約20の国・機関がハイチの復興支援を協議する初の閣僚級会合がカナダのモントリオールで行われ、長期的な復興支援を行っていくとの議長声明を採択し閉幕した。また、3月に国連本部でハイチ支援の会合を開催する事を決定した。今回の会合でハイチのベルリーブ首相は「30秒で国内総生産の60%を失った事で、ハイチは今後5〜10年の長期的な支援が必要」との見解を示している。首相は各国・機関に被災者の仮住居としてテント20万張りを要請した。会合に参加した非政府組織オックスファムは債権放棄を提案しており、潘基文国連事務総長が支持している。これまでに各国政府の支援額は累計10億ドルに達しており、当面は復興事業が国内産業を下支えするとみられている。
2月5日、日本政府は、国連平和維持活動 (PKO) として陸上自衛隊約350人をハイチに派遣することを閣議で決定し、北沢俊美防衛相は自衛隊に派遣命令を出した。海外派兵を専門とする陸上自衛隊中央即応連隊（宇都宮市）などの第1陣約200人は6日に出発する。派遣期間は当面は11月末までとしている。陸上自衛隊第5旅団（北海道帯広市）を主軸とする本隊は、今月下旬から順次現地入りし、海上自衛隊約540人や航空自衛隊約200人が陸上自衛隊の展開を支援する。現地で使用する機材として油圧ショベルやブルドーザー、トラック、軽装甲機動車など約150両を輸送し、現地入り後は仮設住宅の土台づくりや瓦礫の除去を行うとしている。また、部隊は護身用として拳銃や小銃、機関銃を携行する。なお、KC-767空中給油機が初めてPKOで使用される。ハイチでは「国際平和協力法」で規定する「武力紛争が発生していない」ことなどをあげ、PKO5原則に抵触しないとしている。
2月6日、国連平和維持活動 (PKO) に参加する陸上自衛隊の一次部隊（200人編成）が羽田空港などから政府専用機と民間機で出発した。現地では瓦礫の除去や避難民の仮設住宅設置のための整地作業などをする。今月下旬以降に北部方面隊などで構成する二次要員約350人が派遣され、一次要員と交代する。防衛省は重機の迅速な輸送を行いたいという意向から世界最大の輸送機An-225をチャーターした。今回の派遣に関して中日新聞は社説で「医療援助隊の派遣では出遅れた感があったが、今回の迅速な派遣は評価する」「国内で起こった震災復旧での経験を生かして国際貢献して欲しい」と評価し、「政府機能は麻痺したままであり遅配に怒った住民が物資を強奪する事態が起きている」「隊員たちの安全確保に万全を期すことは言うまでもない」と述べている。
2月8日、被災者支援を行っている国連担当者は75万人分の被災者を収容するテントが不足していると語った。地震後に約100万人が避難所を必要としており、これまでに25万人分のテントや仮設住宅が届いたと説明しており、「ハイチでは雨季が5月から始まるとされるがそれより早くなる可能性もある」とし供給スピードの向上を訴えた。
現地で救援活動を行っていた中華人民共和国の救援隊は2月8日に帰国した。救援隊は40人で構成されており、1月25日から活動を行っていた。救援隊隊長は「4000人の治療を行った」「疫病を防止する面で重要な役割を果たした」と語った。
2月16日、米州開発銀行はハイチ全土の公共施設や住宅、インフラの復興費用として最大139億ドル（約1兆2500億円）が必要であるとの試算を発表した。死者数や行方不明者数が25万人として試算した場合には81億ドルになるとしている。

### 世界各国ならびに国際機関によるハイチ地震への支援
今回の地震での災害援助の特徴として、大規模国家の支援だけでなく、小国や貧困国、さらには世界金融危機の財政危機下に置かれている国からも人的援助が行われるなど多方面な広がりを見せている。
*支援金額に関しては、特に断りがなければアメリカ・ドルで表記。
| 国名・機関名                     | 金銭支援               | その他支援 | 脚注            |      |
| 国連                             | 国連                   | 国連 | 国連            | 国連 |
| -------------------------------- | ---------------------- | --- | --------------- | ---- |
| 国連総会                         | 1000万ドル             | | [ 66 ]          |      |
| 安全保障理事会                   |                        | ハイチ安定化派遣団職員の増員 | [ 89 ]          |      |
| 世界銀行                         | 1億ドル                | 専門チームの現地派遣 | [ 90 ]          |      |
| 世界食糧計画                     |                        | 高カロリーのビスケット86トンの空輸 | [ 91 ]          |      |
| 世界保健機関                     |                        | 12万人の治療が可能な緊急医薬品の搬送                                                                                                   |                 |      |
| ユニセフ                         |                        | 緊急募金活動 | [ 92 ]          |      |
| その他国際機関                   |                        | |                 |      |
| 赤十字社                         |                        | 職員の現地派遣 | [ 93 ]          |      |
| 米州開発銀行                     | 20万ドル               | | [ 91 ]          |      |
| 欧州委員会                       | 300万ユーロ            | | [ 94 ]          |      |
| イギリス連邦                     |                        | エリザベス2世が緊急の援助を表明している                                                                                                | [ 95 ]          |      |
| 国境なき医師団                   |                        | 輸送機、医師団を派遣しテント病院を複数設置                                                                                             | [ 96 ]          |      |
| アジア                           |                        | |                 |      |
| 日本                             | 7500万ドル(追加分含む) | 3000万円分のテントなど緊急物資。国際緊急援助隊医療チーム（自衛隊ハイチ国際緊急援助活動）、PKO部隊約1000人を派遣（自衛隊ハイチPKO派遣） | [ 57 ]          |      |
| 中華民国                         | 500万ドル              | 同国空軍C-130輸送機、救援隊、緊急物資、医師団の派遣                                                                                    | [ 97 ]          |      |
| 韓国                             | 1000万ドル(民間含む)   | 救援チームの派遣 | [ 98 ]          |      |
| 中国                             | 360万ドル              | 救援隊の派遣 | [ 99 ] [ 100 ]  |      |
| アルメニア                       |                        | 52チーム強の救援隊の派遣 | [ 101 ]         |      |
| バングラデシュ                   |                        | 医師団の派遣 | [ 102 ]         |      |
| トルクメニスタン                 | 50万ドル               | | [ 103 ]         |      |
| イスラエル                       |                        | 捜索救援隊の派遣 | [ 104 ]         |      |
| バーレーン                       | 100万ドル              | | [ 105 ]         |      |
| 東ティモール                     | 35万ユーロ             | | [ 106 ]         |      |
| インド                           | 500万ドル              | 平和維持チーム140人の派遣 | [ 107 ]         |      |
| イラン                           |                        | テント、石けん、調理器具、缶詰などの物資を輸送。                                                                                       | [ 108 ]         |      |
| サウジアラビア                   | 5000万ドル             | | [ 109 ]         |      |
| カンボジア                       | 5万ドル                | | [ 110 ]         |      |
| インドネシア                     |                        | インフラの復旧活動のため電気通信等の専門家を派遣                                                                                       |                 |      |
| ヨルダン                         |                        | 野外病院の設置 | [ 111 ]         |      |
| カザフスタン                     |                        | 最高レベルの人道援助を行うと発表 | [ 112 ]         |      |
| クウェート                       | 100万ドル              | | [ 113 ]         |      |
| レバノン                         |                        | 衣料品およびテントを輸送 | [ 114 ]         |      |
| マレーシア                       |                        | 基金の設置 | [ 115 ]         |      |
| パレスチナ                       |                        | 食料、衣服を援助 | [ 116 ]         |      |
| パキスタン                       |                        | テント3000本、医薬品8トンを輸送 | [ 117 ]         |      |
| フィリピン                       |                        | 医師、看護師のグループを派遣 | [ 118 ]         |      |
| カタール                         |                        | 26名による救助チームと救援物資50トンをのせC-17で現地に向かった                                                                         | [ 119 ]         |      |
| シンガポール                     | 5万ドル                | | [ 120 ]         |      |
| スリランカ                       |                        | 950人からなる平和維持軍を派遣 | [ 121 ]         |      |
| シリア                           |                        | 30トンの支援物資 | [ 122 ]         |      |
| タイ                             | 40万ドル               | | [ 123 ]         |      |
| トルクメニスタン                 | 50万ドル               | | [ 124 ]         |      |
| アラブ首長国連邦                 |                        | 人道基金の設置 | [ 125 ]         |      |
| ヨーロッパ                       |                        | |                 |      |
| スペイン                         | 300万ユーロ            | 救援隊を派遣 |                 |      |
| オランダ                         | 200万ユーロ            | | [ 126 ]         |      |
| ドイツ                           | 100万ユーロ            | |                 |      |
| フランス                         |                        | 救援隊を派遣 | [ 73 ]          |      |
| オーストリア                     |                        | 救援ボランティアの派遣 | [ 127 ]         |      |
| アイスランド                     |                        | 捜索救援隊を派遣 | [ 103 ]         |      |
| イギリス                         | 1000万ドル             | 2300万ユーロ相当の支援物資、英海軍捜索隊の派遣、                                                                                       | [ 128 ]         |      |
| バチカン                         |                        | ローマ教皇ベネディクト16世が援助を表明している。                                                                                       | [ 129 ]         |      |
| 北アメリカ                       |                        | |                 |      |
| アメリカ合衆国                   | 1億ドル                | カール・ヴィンソン、コンフォート、艦艇約10隻、陸海軍約15000人を派遣                                                                    | [ 130 ]         |      |
| ドミニカ共和国                   |                        | 移動式カフェテリア10基、瓦礫除去用機材、薬の提供                                                                                       | [ 131 ]         |      |
| キューバ                         |                        | 400人の医師を即日派遣、30棟の野外病院開設、さらに30人の医師の追加派遣                                                                  | [ 132 ]         |      |
| バルバドス                       |                        | 軍隊を派遣 | [ 133 ]         |      |
| ベリーズ                         |                        | 様々な援助 | [ 134 ]         |      |
| カナダ                           |                        | ハイチ生まれのミカエル・ジャン総督がハイチ人を激励                                                                                     | [ 135 ]         |      |
| セントルシア                     | 50万ECドル             | | [ 136 ]         |      |
| セントビンセント・グレナディーン |                        | 米、穀粉など食糧の輸送 | [ 137 ]         |      |
| 南アメリカ                       |                        | |                 |      |
| アルゼンチン                     |                        | 現地に病院を開設 | [ 138 ]         |      |
| ブラジル                         | 1000万ドル             | 軍と警察を派遣 | [ 132 ] [ 139 ] |      |
| ベネズエラ                       |                        | 医師、兵士の派遣。復興に必要なガソリンの提供                                                                                           | [ 140 ]         |      |
| パラグアイ                       |                        | 5トン強の支援物資の輸送 | [ 141 ]         |      |
| オセアニア                       |                        | |                 |      |
| オーストラリア                   | 1000万豪ドル           | | [ 142 ]         |      |
| ニュージーランド                 | 100万NZドル            | | [ 143 ]         |      |
| アフリカ                         |                        | |                 |      |
| モーリシャス                     | 50万ドル               | | [ 103 ]         |      |
| ボツワナ                         | 100万プラ              | |                 |      |
| ナミビア                         | 740万ナミビア・ドル    | | [ 144 ]         |      |
| 南アフリカ共和国                 | 100万ランド            | | [ 145 ]         |      |

### 企業・団体によるハイチ地震への支援
企業による支援活動も活発的に行われており、アメリカやカナダからは数百万ドル規模の援助が行われている。
| 国名           | 名前                     | 金銭支援       | その他支援                           | 脚注    |
| -------------- | ------------------------ | -------------- | ------------------------------------ | ------- |
| 日本           | 日本相撲協会             | 500万円        |                                      |         |
| 日本           | 日本放送協会             |                | 義援金窓口の設置                     | [ 147 ] |
| 日本           | 新日鉱ホールディングス   | 200万円        |                                      | [ 148 ] |
| 日本           | ap bank                  | 1,874,637円    |                                      | [ 149 ] |
| アメリカ合衆国 | ロウズ                   | 100万ドル      | 顧客からの寄付を受け付ける           | [ 146 ] |
| アメリカ合衆国 | ザ・ホーム・デポ         | 10万ドル       |                                      | [ 146 ] |
| アメリカ合衆国 | バンク・オブ・アメリカ   | 100万ドル      |                                      | [ 146 ] |
| アメリカ合衆国 | ケロッグ                 | 25万ドル       |                                      | [ 146 ] |
| アメリカ合衆国 | アボット・ラボラトリーズ | 約100万ドル    |                                      | [ 146 ] |
| アメリカ合衆国 | GoDaddy                  | 50万ドル       |                                      | [ 146 ] |
| アメリカ合衆国 | ウェルズ・ファーゴ       | 10万ドル       |                                      | [ 146 ] |
| アメリカ合衆国 | フェデックス             |                | 被災地への物資輸送を赤十字と協議     | [ 146 ] |
| アメリカ合衆国 | UPS                      | 100万ドル相当  | 世界食糧計画を通じてボランティア活動 | [ 146 ] |
| アメリカ合衆国 | 大リーグ機構             | 100万ドル      |                                      | [ 150 ] |
| アメリカ合衆国 | ニューヨーク・ヤンキース | 50万ドル       |                                      | [ 151 ] |
| アメリカ合衆国 | NHL                      | 10万ドル       |                                      | [ 151 ] |
| ハイチ         | ディジセル               | 500万ドル      |                                      | [ 146 ] |
| カナダ         | カナダ・ナショナル銀行   | 25万カナダドル |                                      | [ 146 ] |
| カナダ         | ノバスコシア銀行         | 25万カナダドル | 各支店で募金を受け付ける             | [ 146 ] |
| カナダ         | モントリオール銀行       | 25万ドル       |                                      | [ 146 ] |
| 韓国           | サムスングループ         | 100万ドル      |                                      | [ 152 ] |
| 韓国           | 現代重工業               |                | 掘削機2台と人員、保守管理用資材      | [ 152 ] |
| 韓国           | LG電子                   | 5000万ウォン   |                                      | [ 152 ] |
| 韓国           | 現代自動車               | 10万ドル       | テント約150張り                      | [ 152 ] |
| 韓国           | コーロングループ         | 10万ドル       | テント約150張                        | [ 152 ] |

### 著名人によるハイチ地震への支援
| 国名           | 名前 | 金銭支援       | その他支援 | 脚注            |
| -------------- | --- | -------------- | --- | --------------- |
| 日本           | 鳩山幸 |                | 日本ジュエリーベストドレッサー賞の特別賞賞品を寄贈                                                                                 | [ 153 ]         |
| フランス       | シャルル・アズナヴール |                | 音楽を通じて支援活動 | [ 154 ]         |
| アイルランド   | デニス・オブライエン | 350万ユーロ    | | [ 155 ]         |
| イギリス       | チャーリー・シンプソン | 14万8000ポンド | | [ 156 ]         |
| アメリカ合衆国 | ライオネル・リッチー、ジェニファー・ハドソン、ジェイミー・フォックス、アース・ウインド&ファイアー、リル・ウェイン、カニエ・ウェスト、WILL.I.AM、セリーヌ・ディオン他 |                | ハイチ救援のために設立されたWe are the World Foundationへチャリティソング「We Are the World 25 for Haiti」の収益金のすべてを寄付。 |                 |
| アメリカ合衆国 | ジェニファー・アニストン | 50万ドル       | | [ 157 ]         |
| アメリカ合衆国 | サンドラ・ブロック | 100万ドル      | |                 |
| アメリカ合衆国 | レオナルド・ディカプリオ | 100万ドル      | | [ 158 ]         |
| アメリカ合衆国 | エヴァネッセンス |                | 音楽を通じて支援活動 | [ 159 ]         |
| アメリカ合衆国 | レディー・ガガ |                | 現地でコンサートを開催 | [ 160 ]         |
| アメリカ合衆国 | アンジェリーナ・ジョリー ブラッド・ピット | 100万ドル      | | [ 161 ]         |
| アメリカ合衆国 | マドンナ | 25万ドル       | | [ 161 ]         |
| アメリカ合衆国 | アリッサ・ミラノ | 5万ドル        | | [ 162 ]         |
| アメリカ合衆国 | カルロス・ペーニャ | 1万5000ドル    | | [ 163 ]         |
| アメリカ合衆国 | ジェームス・テイラー |                | 音楽を通じて支援 | [ 164 ]         |
| アメリカ合衆国 | ジョン・トラボルタ |                | 自らが所有するボーイング707を操縦して支援物資を届け周囲を驚かせた                                                                  | [ 165 ]         |
| アメリカ合衆国 | オリヴィア・ワイルド |                | Twitterで支援の呼びかけ | [ 166 ]         |
| アメリカ合衆国 | タイガー・ウッズ | 300万ドル      | | [ 167 ]         |
| アメリカ合衆国 | ジョージ・クルーニー ビヨンセ ワイクリフ・ジョン | 5800万ドル     | テレビ基金イベント(Hope for Haiti Now: A Global Benefit for Earthquake Relief)を発起                                               | [ 168 ] [ 169 ] |
| アメリカ合衆国 | ランス・アームストロング | 25万ドル       | | [ 151 ]         |
| ハイチ         | ジャン＝クロード・デュヴァリエ | 500万ユーロ    | | [ 170 ]         |
| ドミニカ共和国 | ミゲル・テハダ |                | 個人的な支援活動を行う |                 |
| カナダ         | サミュエル・ダレンバート | 10万ドル       | | [ 171 ]         |
| カナダ         | サミュエル・ダレンバート | 10万ドル       | |                 |
| ブラジル       | ジゼル・ブンチェン | 150万ドル      | | [ 172 ]         |
| セネガル       | ユッスー・ンドゥール |                | 音楽を通じて支援活動 | [ 154 ]         |
| 韓国           | T-ARA | 1万ドル        | | [ 173 ]         |
| 韓国           | キム・ヨナ | 1億ウォン      | | [ 174 ]         |

## 支援活動に乗じた犯罪
国連のPKO隊員が、薬やベビー用品などと引き換えに現地女性に性交渉を要求し、220人以上が応じていたことが2015年に報じられた。

## その他
- アメリカのテレビ伝道師、パット・ロバートソンが米CBNで2010年1月13日（現地）に放送された自身の宗教番組で「ハイチ地震は独立のため悪魔と契約した神罰だ」と発言し物議を醸している[176][177]。
- ハイチは中華民国（台湾）を承認しており国交がある。中華民国政府はその見返りとして、平年から援助に熱心であった。今回も中華民国はその経済規模に対して大きな支援を行っている。これは後述の国家承認をめぐる政治的意図があるとも見られている。
- 地震発生前から国連ハイチ安定化派遣団でPKO部隊を派遣していたものの[178]、ハイチと国交がなかった中華人民共和国（中国）が今回の地震で迅速な措置をとった背景には、中米地域での中華民国との間にある国家承認問題において有利に進めるための外交作戦に利用しようとする狙いが見え隠れしていると指摘されている[179]。
- このニュースに便乗して、検索サイトの検索結果に、偽ウイルス対策ソフトの配布サイトや不正コードを仕込まれたサイトなどへの不正リンクを表示させるSEOポイズニングが横行しており、アメリカの連邦捜査局 (FBI) は注意を呼びかけている[180]。
- 南アフリカに亡命しているジャン＝ベルトラン・アリスティド元大統領が、復興支援のために帰国する用意があるとロイター通信を通じて語っている。具体的な計画はまだ明らかにしていないものの、仮に帰国が実現した場合には、今後の同国情勢にさらなる混乱を与えることが予想される[181]。
- 多数の遺体が路上に置かれた状態になっており、熱帯性気候の影響もあり衛生状態の悪化が懸念される[182][183]。このように路上に放置されたままになっている理由は、被害そのものが大きいのもさることながら、遺体発見をしやすくするために付近住民が配慮したためというのもある。さらに、ハイチにカトリックと共に信仰されているヴードゥー教の影響が大きいとされる。ヴードゥー教は遺体に対しての尊厳が強いため、同教の儀式に則るまで遺体を触らせない者が多いと国連ハイチ安定化派遣団の主力部隊であるブラジルの国防省関係者が述べている。
- オランダやルクセンブルクで養子縁組となるハイチの孤児が、被災後にハイチを出発しオランダのアイントホーフェン空港に到着した。ハイチ政府の正式な手続きを経てから出国しており、今後は両国で新生活を送る。一方で国際連合児童基金は、保護者を失った震災孤児が養子縁組のために国外に連れ去られるとして空港での出国監視を行うと発表した[184]。国連児童基金の職員によると、既に病院から不法に児童が連れ去られる事件が数件起きていると指摘しており、これまでに約15人の児童が連れ去られ行方不明扱いになっている[185][186]。
- mixi内では、被災者に千羽鶴を送るための活動が始まっており、全国に5つの支部が作られている。呼びかけ人によると、「食糧不足が取りざたされる地域に千羽鶴を送る事についての批判もあるが、家族を失い悲しむ人々に鶴を送ることで『貴方は1人ではない』との思いを伝えたい」としている。千羽鶴はハイチの情勢が安定したころに送り届けたいとしている[187][188]。一方で、この活動についてネット上では論議が広がっており、阪神・淡路大震災の経験から千羽鶴は必要でないとの批判もある[189]。ハイチに詳しい支援団体は「理解は難しい」「宗教的な事情もあり配慮が必要では」と難色を示している。また、ハイチ共和国の大使館関係者によると「自己満足のために行動するのではなく相手の気持ちを考えて欲しい」「日本から送られた鶴は悪魔の象徴などと結びつかず問題はそんなにない」「日本を知っている方から言葉で説明をすれば喜んで受け取られるのでは」と、千羽鶴の送付に関してはNGO団体に比べて好意的に受け取っており「大使館に来れば対応を考える」としている[190]。
- 東京ヤクルトスワローズにて2010年にプレイしたエウロ・デラクルスがキャンプに参加するためにドミニカ共和国から来日した際、この地震によりアメリカ経由のビザが取得できなかった。このため、キャンプ開始から6日経ってからの来日となった[191]。